# اختلاط متلائق
في دارسة الشبكات المعقدة يعد الاختلاط المتلائق أو التلاؤقية هو التحيز للعلاقات بين عقد الشبكة التي لها الخصائص نفسها. في حالة الشبكات الاجتماعية يُعرف الاختلاط المتلائق أيضًا باسم التماثل. ويعد الاختلاط اللامتلائق هو التحيز للعلاقات بين العقد غير المتشابهة.
فعلى سبيل المثال، في الشبكات الاجتماعية يختار الأفراد التواصل مع آخرين من فئتهم العمرية أو جنسيتهم أو الموجودين في موقعهم والذين لهم عرقهم أو دخلهم أو مستوى تعليمهم أو ديانتهم أو لغتهم. وفي شبكات التواصل الجنسي، تنطبق التحيزات نفسها ولكن يكون الاختلاط لا متلائق وفقًا للنوع – حيث تحدث غالبية العلاقات بين فردين من جنس مغاير.
ويمكن أن يكون للاختلاط المتلائق تأثيرات، على سبيل المثال، على انتشار الأمراض: حيث إنه إذا قام الأفراد بالتواصل بشكل رئيسي مع أعضاء آخرين من المجموعة السكانية نفسها فستنتشر الأمراض في هذه المجموعة بشكل رئيسي. وفي الواقع من المعروف أن الكثير من الأمراض لها نسب انتشار متفاوتة بين المجموعات السكانية المختلفة، ولكن تؤثر أيضًا عوامل سلوكية واجتماعية أخرى على انتشار الأمراض وتتضمن تباينات في جودة الرعاية الصحية والمعايير الاجتماعية المختلفة.
وتتم ملاحظة الاختلاط المتلائق في أنواع الشبكات الأخرى (غير الاجتماعية)، وتتضمن الشبكات الكيميائية الحيوية في الخلية، وفي شبكات الحاسوب والمعلومات، وغيرها.
وتستدعي ظاهرة الاختلاط المتلائق حسب درجة التكافؤ اهتمامًا خاصًا؛ وهي تعني أن العقد ذات درجة التكافؤ العالية تميل إلى الاتصال بالعقد عالية التكافؤ الأخرى، وعلى نفس المنوال، تميل العقد منخفضة التكافؤ إلى الاتصال بمثيلتها. وحيث إن الدرجة نفسها هي خاصية طوبولوجية للشبكات فيؤدي هذا النوع من الاختلاط المتلائق إلى وجود تأثيرات هيكلية أكثر تعقيدًا من الأنواع الأخرى. ولقد لوحظ تجريبيًا إن الاختلاط المتلائق في غالبية الشبكات الاجتماعية يتم وفقًا لدرجة التكافؤ، ولكن تختلط معظم الشبكات من الأنواع الأخرى بطريقة لا متلائقة، ولكن، توجد هناك استثناءات.